# حواصیل ببری پرنوار
حواصیل ببری پُرنوار (نام علمی: Tigrisoma fasciatum) نام یک گونه از سرده حواصیل ببری است.